# Tarka Trail

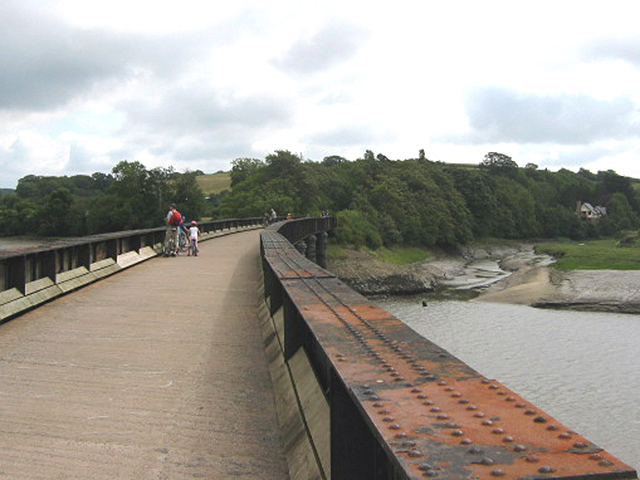
Tarka Trail na południe od Bideford

Tarka Trail – system pieszych i rowerowych szlaków turystycznych w Wielkiej Brytanii, w hrabstwie Devon. Całkowita długość szlaku wynosi 290 km.

## Nazwa
Nazwa szlaku pochodzi od tytułu powieści Henry'ego Williamsona Tarka the Otter wydanej w r. 1927, opowiadającej o przygodach wydry z północnego Devonu a następnie filmu zrealizowanego w wytwórni Walta Disneya, do którego scenariusz napisał przyrodnik Gerald Durrell.

## Przebieg
Trasa ma kształt ósemki z centrum w Barnstaple. Część trasy przebiega torowiskiem kolei rozebranej z Barnstaple do Bideford, którą adaptowano za cenę 515 tys. funtów. W kilku miejscach szlak krzyżuje się z South West Coast Path.

### Miejscowości na trasie
Szlak przebiega przez następujące miejscowości:
- Barnstaple
- Bideford
- Great Torrington
- Okehampton
- Lynton i Lynmouth
- Ilfracombe
- Braunton
- Woolacombe